# The Final Destination
The Final Destination es una película de terror sobrenatural estadounidense en 3D escrita por Eric Bress y dirigida por David R. Ellis, quienes también trabajaron en Destino final 2. La película fue estrenada el 22 de agosto de 2009, siendo la cuarta entrega de la serie de películas de Destino final, y la primera en ser rodada en 3D. Hasta la fecha, es la segunda película de Destino final con la mejor recaudación, ganando $186 millones en todo el mundo, pero también recibió la peor recepción crítica de la franquicia. La película fue seguida por Destino final 5, estrenada en 2011.

## Argumento
El estudiante universitario Nick O'Bannon visita el circuito de carreras McKinley con su novia Lori Milligan y sus amigos Hunt Wynorski y Janet Cunningham. Mientras mira la carrera, Nick tiene la premonición de un horrible accidente automovilístico que envía tanto autos como escombros a las gradas, causando el colapso del estadio y numerosas muertes, incluyendo la de sus amigos y la suya. Cuando Nick entra en pánico, se desata una pelea y varias personas abandonan el estadio, entre ellas Nick, Lori, Hunt, Janet, el guardia de seguridad George Lanter, el mecánico Andy Kewzer, su novia Nadia Monroy, el vaquero Jonathan Groves, el racista Carter Daniels y la MILF Samantha Lane. Mientras Nadia reprende al grupo, un neumático perdido vuela fuera del estadio y la decapita.
Varios días después del accidente, Carter intenta prenderle fuego a una cruz en el jardín de George por haber evitado que salve a su esposa, pero un extraño accidente causa que sea arrastrado por la calle, ardiendo en llamas antes de que su remolque explote. A la mañana siguiente, Samantha está saliendo de un salón de belleza cuando una piedra impulsada por una cortadora de césped es disparada repentinamente a su ojo, matándola frente a sus hijos. Después de leer sobre los eventos en el periódico y desastres pasados (de las películas anteriores), Nick se convence de que la muerte aún los persigue. Hunt y Janet se niegan a creerle, pero él logra convencer a George para que lo ayude. El grupo visita un taller mecánico para advertirle a Andy, pero un tanque de CO2 causa que sea atravesado por una cerca de alambre. Después de tener una premonición que involucra agua, Nick intenta advertirle a Hunt, que fue a la piscina de un club campestre. Al mismo tiempo, George y Lori intentan encontrar a Janet, que queda atrapada en un lavado de autos con un mal funcionamiento, y logran salvarla en el último segundo. Hunt recibe un pelotazo de una bola de golf, la cual impacta en su moneda de la suerte y ésta cae al agua, después se enciende el sumidero de la piscina accidentalmente y cuando Hunt se zambulle queda atrapado sentado sobre el agujero de desagüe, donde la creciente succión finalmente succiona sus intestinos y el resto de sus órganos a través de la tubería de drenaje. Más tarde, George admite que trató de suicidarse varias veces, pero todos sus intentos han fallado. Nick cree que salvar a Janet debe haber arruinado el plan de la muerte y el grupo celebra.
Cuatro días más tarde, Nick comienza a ver más presagios y recuerda haberle pedido a Jonathan cambiar de asientos antes del accidente, lo que significa que él es el siguiente. Nick y George rastrean a Jonathan en un hospital, donde permanece recuperándose del accidente, y ven como es aplastado por una bañera que cae del techo. Cuando se van, George es atropellado brutalmente por una ambulancia que iba a gran velocidad y Nick se da cuenta de que Lori y Janet siguen en peligro. Él las encuentra en el cine de un centro comercial y convence a Lori de que se vaya, pero Janet se niega a irse, siendo asesinada por metales y escombros cuando un extraño accidente hace que la pantalla explote. Una multitud de explosiones persigue a Nick y Lori a través del centro comercial hasta que quedan atrapados en una escalera mecánica con un mal funcionamiento, causando que Lori sea arrastrada a los engranajes y pierda la vida. Pero resulta que esta es una falsa premonición, aunque George sí es atropellado por la ambulancia antes de que Nick pueda advertirle.
En el centro comercial, Lori también comienza a ver presagios. Habiendo fracasado en su premonición, Nick vuelve al centro comercial para detener la explosión antes de que ocurra. Una pistola de clavos comienza a ser disparada haciendo que los clavos impacten en su brazo, pero él logra detener el fuego antes de que se propague a varios barriles de combustible, salvando a todos. Dos semanas más tarde, Nick se da cuenta de un andamio flojo mientras se dirige a una cafetería y le advierte de esto a uno de los trabajadores que estaba en la construcción, antes de entrar a dicha cafetería. Mientras habla con Lori y Janet, él comienza a ver más presagios y alude a la teoría de que sus predicciones eran pistas falsas para llevarlos a donde debían estar para que la muerte los aniquilara de una vez por todas. Justo cuando se da cuenta de esto, el andamio se derrumba causando que un camión se desvíe y se estrelle contra la cafetería. La columna vertebral de Janet es destrozada por los neumáticos, Lori se dobla el cuello por el impacto y Nick es golpeado contra una pared, rompiéndose la mandíbula.

## Reparto
- Bobby Campo como Nick O'Bannon
- Shantel VanSanten como Lori Milligan
- Nick Zano como Hunt Wynorski
- Haley Webb como Janet Cunningham
- Mykelti Williamson como George Lanter
- Jackson Walker como Jonathan Groves
- Andrew Fiscella como Andy Kewzer
- Krista Allen como Samantha Lane
- Justin Welborn como Carter Daniels
- Stephanie Honoré como Nadia Monroy
- Lara Grice como Cynthia Daniels

## Producción

### Desarrollo
Después del éxito de Destino final 3, que inicialmente fue planeada para ser en 3D, Eric Bress escribió un guion, que impresionó al productor Craig Perry y a Warner Bros. lo suficiente como para dar luz verde a una cuarta entrega. James Wong estaba a cargo de dirigirla, pero debido a conflictos de programación con Dragonball Evolution, decidió abandonar la dirección. En consecuencia, los ejecutivos del estudio optaron por regresar a David R. Ellis debido a su trabajo en Destino final 2. Él aceptó por la idea de dirigirla en 3D. Para el 3D, Perry dijo que quería que añadiera profundidad a la película en lugar de simplemente "algo saltando a la audiencia cada cuatro minutos".

### Rodaje
Aunque el rodaje debía realizarse en Vancouver, que era donde se rodaron las tres películas anteriores, David R. Ellis convenció a los productores para que rodasen en Nueva Orleans en lugar de traer negocios a la ciudad, y porque el presupuesto ya era grande. La escena del accidente del "circuito de carreras McKinley" fue filmada en el circuito de carreras Mobile International en Irvington, Alabama. El rodaje comenzó en marzo de 2008 y finalizó a fines de mayo del mismo año. Grabaciones adicionales se realizaron en abril de 2009 en Universal Studios Florida.

## Música

### Banda sonora
El álbum de la banda sonora fue lanzado el 22 de agosto de 2009, tres días antes del estreno de la película, bajo el sello público JVC/Sony Music Australia. El álbum consiste en 23 pistas compuestas y mezcladas por Brian Tyler, quien se hizo cargo de esto después de la prematura muerte de la compositora de las tres primeras películas, Shirley Walker.

### Partitura
El CD presenta la partitura compuesta por Brian Tyler, omitiendo las canciones publicadas comercialmente que se presentaron en la película.
La banda sonora atrajo críticas generalmente favorables. Christian Clemmensen de Filmtracks.com le dio una puntuación de tres de cinco estrellas y sintió que Tyler era "capaz de explorar más territorio estilístico mientras hacía un uso sustancial de las estructuras y el tono de la música de la compositora predecesora, Shirley Walker". Su enfoque de las partituras se denominó "inteligente" y proporcionó "grabaciones adecuadas, si no llamativamente sobresalientes, como testimonio de sus inmensos talentos".
Los críticos también quedaron impresionados con la extensión del sonido utilizado por Walker en Destino final 3. Un crítico anónimo dijo que "se relaciona con un afecto por la contribución de Walker a la industria".
Un crítico de SoundNotes califica la película con una partitura impresionante de 7.5/10, señalando que "Brian Tyler se abre paso entre las deficiencias de Destino final 4 y produce una partitura con un valor de entretenimiento razonable y un atractivo suficiente para que funcione bien aparte de la lamentable película".

## Lanzamiento
La película se estrenó en 3D y en salas de cine convencionales el 22 de agosto de 2009. Inicialmente, su lanzamiento estaba planeado para el 11 de agosto. También fue la primera película en 3D que presentó la tecnología de retroalimentación de movimiento D-BOX en cines seleccionados.

### Medios caseros
Inicialmente, Destino final 4 fue programado para un lanzamiento en DVD y discos Blu-ray el 19 de diciembre de 2009, pero fue retrasado al 2 de enero de 2010 en los Estados Unidos. Tanto el DVD como el disco Blu-ray incluían dos pares de gafas 3D con cada conjunto y presentaban una versión 2D en el disco, junto con escenas adicionales. Solo la versión del disco Blu-ray incluía dos finales alternativos, una característica mostrando la realización de las muertes, una visualización del guion gráfico y una vista previa de la nueva versión de Pesadilla en Elm Street. El lanzamiento del disco Blu-ray, también en un paquete combinado, incluye un DVD estándar de la película.
En las tiendas Target, algunos DVD incluían un cómic de Destino final exclusivo.
La película fue lanzada sin cortes en cines australianos con una calificación MA15+ (violencia de terror fuerte y escenas de sexo). Cuando se revisó la versión en DVD/Blu-ray de la película, la ACB señaló varias escenas en la versión 2D que excedieron las directrices de la categoría MA15+. Se publicaron dos ediciones en Australia: una versión en DVD que solo contiene una versión 2D censurada (la mayoría de los efectos sangrientos fueron censurados) y un DVD con una clasificación R18+ (violencia de alto impacto) con versiones 2D y 3D sin censura (y gafas 3D incluidas). Las portadas entre ambas versiones varían.

## Recepción

### Taquilla
Según USA Today y Newsday, Destino final 4 debutó en la taquilla norteamericana, superando a Halloween II de Rob Zombie, ganando $28.3 millones durante su primer fin de semana. También encabezó la taquilla en el Reino Unido. La película permaneció en el primer puesto en la taquilla norteamericana durante dos semanas. El 8 de septiembre de 2017, la película ganó poco más de un millón de dólares y cayó al séptimo puesto. Destino final 4 recaudó $66.4 millones a nivel nacional y $119.3 millones en el extranjero, con una recaudación mundial de $186.5 millones.

### Crítica
La película recibió críticas generalmente negativas de los críticos. Rotten Tomatoes informa que el 28% de los críticos le dieron una opinión positiva a la película, basada en 96 reseñas y con una calificación promedio de 4.2 de 10. El consenso del sitio dice: "Con poco del ingenio de las entregas anteriores, Destino final 4 es una opción predecible y desechable". En Metacritic, la película tiene una puntuación de 30 sobre 100, basada en 14 reseñas. Audiencias encuestadas por CinemaScore le dieron a la película una calificación promedio de "C" en una escala de A+ a F.